# Maharajganj
För andra betydelser, se Maharajganj (olika betydelser).
Maharajganj (alternativ stavning Mahrajganj) är en stad i den indiska delstaten Uttar Pradesh, och är den administrativa huvudorten för distriktet Maharajganj. Staden hade 33 930 invånare vid folkräkningen 2011.